# Bue (musik)
 For alternative betydninger, se Bue. (Se også artikler, som begynder med Bue)
Strygeinstrumenter bruges normalt med en bue, der stryges over instrumentets strenge. Buen har en stok lavet af den brazilianske træsort fernambuk eller for billigere buers vedkommende brazilwood. Den stryges med en "streng", der er lavet af parallelle hestehalehår. Strengen kan strammes ved at forskyde en træklods kaldet frosken (af tysk for frø) ved at dreje på en stilleskrue på enden af buen. Strengen skal fra tid til anden indgnides med harpiks for at bevare en passende friktion mod instrumentets strenge. En særlig bue kaldet Vega-buen (også kaldet Bach-bue eller Vega Bach) har ingen stilleskrue, men strengens spænding kan justeres under spillet med fingeren. Yderligere er buen mere buet end en almindelig bue, og ved at slække på strengen, er det muligt at stryge mod mere end to af instrumentets strenge på en gang. Ellers vil man ved akkorder med mere end to toner være nødt til at skifte mellem tonerne. Hvis der ikke skal spilles med buen, er det noteret som pizzicato i noderne. Når buen skal i brug igen, står der arco i noderne.
Den dansk/ungarske violinist Emil Telmanyi spillede ved en koncert den 7. januar i Århus domkirke med den ikke ukendte Bach-bue. Violinbygger Knud Vestergaard, der havde sin virksomhed i Århus var blandt publikum og efter koncerten kom han i kontakt med Emil Telmanyi. Vestergaard var meget interesseret i den særlige klang, musikeren kunne opnå med en Bach-bue. Mødet mellem de to resulterede i, at Vestergaard byggede en helt ny bue med en særlig frosch, som gjorde det meget lettere for den spillende at løsne og stramme buens hår under spillet. Knud Vestergaard kaldte buen for VEGA. Bogstaver fra hans efternavn VEsterGAard. Violinisten Emil Telmanyi havde stor succes med denne nykonstruerede bue og han nåede også at indspille alle Johan Sebastian Bachs værker for solo-violin for pladeselskabet Decca i London. 
 Der er for få eller ingen kildehenvisninger i denne artikel, hvilket er et problem. Du kan hjælpe ved at angive troværdige kilder til de påstande, som fremføres i artiklen.